# Kamakura-bakufu

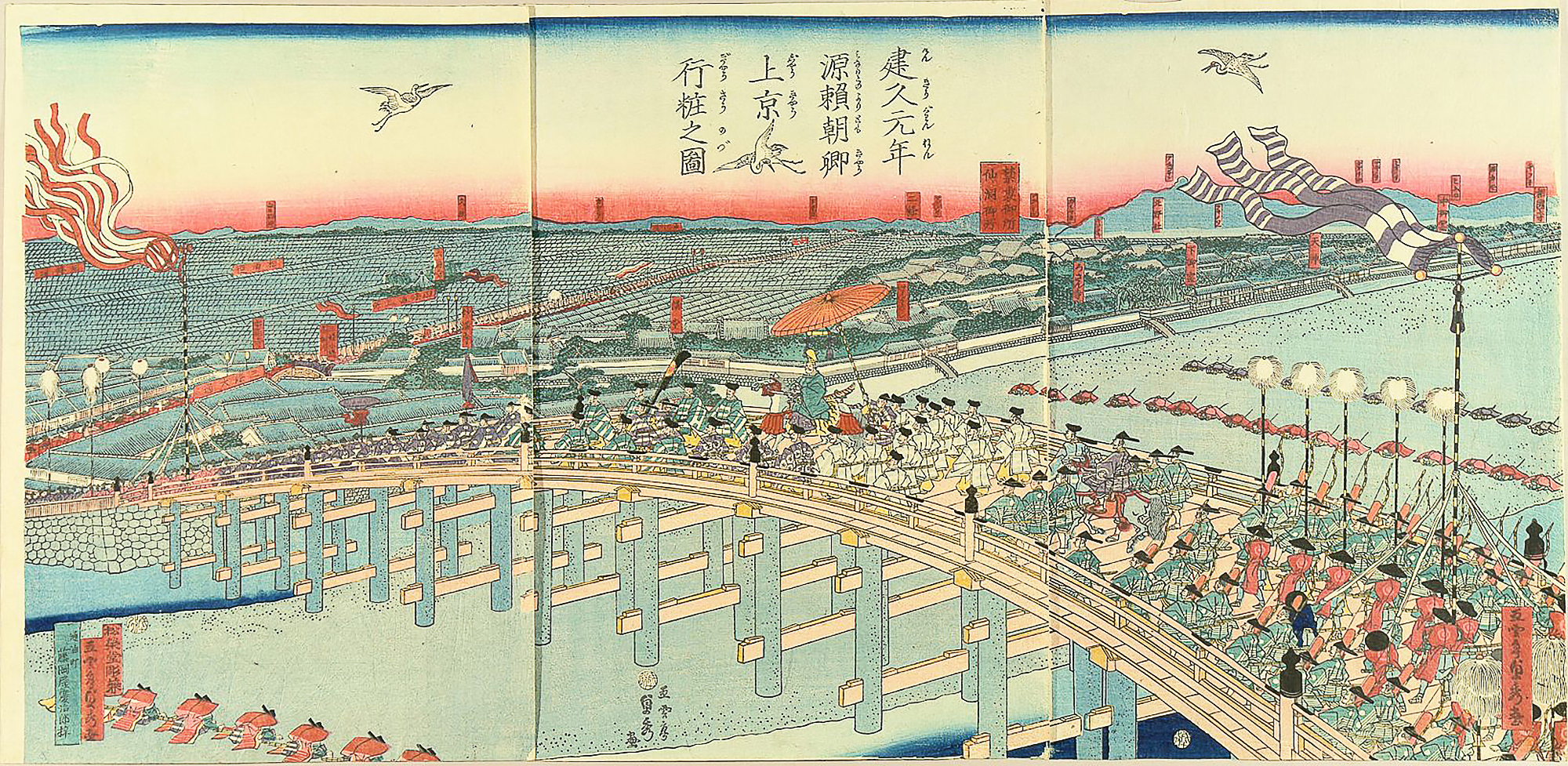
Minamoto no Joritomo kíséretével Kiotóban 1190 körül

A Kamakura-bakufu (鎌倉幕府) vagy Minamoto-sógunátus a Minamotók katonai kormányzata (bakufu), amely 1192-től 1333-ig uralta Japánt „a császár nevében”. Hegemóniájukat Minamoto no Joritomo alapozta meg, aki Machiavelli léptékű politikusként és a rivális Tairák legyőzőjeként kitalálta a császárt trónján hagyó, ám bábként rángató s az országot de facto irányító katonai diktatúra formuláját (szeii tai sógun), amely majdnem 700 éven át szabta meg Japán történelmét – holott a tényleges hatalom hamar kicsúszott utódai keze közül, s a rokon Hódzsókra szállt mint sóguni régensekre. Uralmukat Go-Daigo császár megdöntötte ugyan, de alig néhány esztendő múltán az Asikagák sógunátusa, a Muromacsi-bakufu lépett a nyomukba.